# Paradrina zandi
Paradrina zandi là một loài bướm đêm trong họ Noctuidae.